# Schule im Blickpunkt
Schule im Blickpunkt (SIB) ist eine Zeitschrift, welche vom Landeselternbeirat (LEB) Baden-Württemberg herausgegeben wird. Sie kann kostenlos von allen Elternbeiratsvorsitzenden der Schulen in Baden-Württemberg über ihre Schulleitung bezogen werden. Das Magazin erscheint sechsmal im Schuljahr und kann auch von Eltern und weiteren Interessierten abonniert werden.
Auszüge der jeweiligen Ausgabe stehen auf der Internetseite des LEB kostenlos zum Download bereit.

## Themen (Auszüge)
- Klassenarbeiten und Hausaufgaben (Ausgabe 2/2016)
- Bildungsplan 2016 in der Schulkonferenz (Ausgabe 2/2016)
- Trinken – Ein bedeutender Leistungsfaktor in der Schule (Ausgabe 1/2016) Download
- Schülerbeförderung (Ausgabe 6/2015) (Ausgabe 2/2016)
- Landeselternbeirat Baden-Württemberg, 50 Jahre ElternMitWirkung (Ausgabe 1/2016)